# 佐野まり
佐野 まり（さの まり、Mari Sano、1968年6月17日 - ）は、日本の踊るチャランゴ奏者、シンガーソングライター、作曲家、作詞家、演奏家、演出家。
愛知県瀬戸市出身。桐蔭学園高等学校、東京女子体育短期大学保健体育学科卒業。メキシコシティ在住。父親（佐野貢・著書「商社マンの目・スペインはいま」）の海外駐在のため、幼少よりメキシコ、アルゼンチン、スペイン等で生活。アルゼンチン滞在時にボリビア人音楽教師ノラ・ヒルに出会い、10歳よりチャランゴを始める。チャランゴ、リコーダー、オカリナ、パーカッションを演奏、レコーディング、共演、音楽賞・表彰多数。ラテンアメリカを中心にグローバルに世界各地（アルゼンチン、メキシコ、エクアドル、コロンビア、ベネズエラ、コスタリカ、スペイン、キューバ）で公演を継続、各国の文化に根差す創作と国際交流に基づく活動の経緯から日本大使館、エクアドル大使館、メキシコ大使館、アルゼンチン大使館が後援。独自の楽曲と演奏スタイルで南米各国のメディアで「フォルクローレ界のローリー・アンダーソン」と紹介され、数多くのアーティスト（ Liliana Belfiore、Edda Diaz、Franco Luciani、Florencia Ruiz、Carmina Cannavino、Eloisa Lopez、La Zurda、Axouxeres、エクアドル国立合唱団、ベネズエラ交響楽団など）のアルバム制作や公演に参加。自身のアルバム「1番後ろから」「パルケラティーノ」「音楽の和」３作品の制作、他「ほほえみのうた」「広島のビジョン」「はちどりの詩」など映像作品制作にも携わっている。
幼少時メキシコのPalacio de bellas artes 劇場でAmalia Hernandes 民族舞踊団の演目「鹿の踊り」を見て、鹿が舞台で亡くなってしまうことを悲しんで「何時か助けに戻ってくる」と約束。その後アルゼンチンで、チャランゴという楽器を演奏する音楽家ハイメトーレスの手に「はちどり」を見つけ、この2つの体験を踏まえ20年以上の時を経て、自由・創造・友情のシンボル「はちどり」をテーマに、チャランゴでのオリジナル楽曲、舞台美術として編集された映像、音響効果と共に、演奏と舞踊で物語が展開される「踊るチャランゴ・はちどりのダンス」を制作。アルゼンチンの5000人規模のフォルクローレフェスティバルで発表、好評を得て南米各国で紹介される中、ハチドリを国鳥と慕うエクアドルで大きく育まれ、最終的に45年の経緯を経て、始まりのメキシコで「ハチドリのダンス」と「鹿の踊り」の関わりを模索。メキシコ国立大学の現代アートを推進する由緒ある文化施設 Casa del Lago にて鹿とハチドリの共演、完成に至った。

## 略歴
- 1990年 サウンドデザインレコードのシンガーソングライターオーディション通過、本格的に音楽活動を開始。多くのレコード会社との出会いを経るが、インディペンデントな活動の道を選び、音楽ライター松田博仁と共に自主レーベル「青空工房」を発足。シンガーソングライターとして日本全国のライブハウスで活動、ギターとチャランゴを駆使した北海道から沖縄に至るライブツアーの様子は、雑誌 Player、地方紙、ラジオ、テレビ局で「ラテンの風を運ぶ吟遊詩人」と紹介され、154都市に至る公演が実施された。
- 1996年 ファーストアルバム『1番後ろから』を発表。パーカッション海沼正利、ギター中村知裕、オカリナ白井進、サックス保坂尚が参加、ジャケットはイラストレーターはせがわゆうじ氏の提供。「ピエロ」が音楽出版協会の主催するオリジナルソングコンテストにて作詞・作曲における特別賞を受賞。アルバム紹介のため日本全国「1番後ろから」ツアーを実施。（福岡、熊本、長崎、大分、静岡、名古屋、広島、仙台、福島、徳島、香川、新潟、長野、滋賀、大阪、京都、和歌山、秋田、山形、沖縄）
- 1998年 幼少時滞在より15年後、アルゼンチンへ渡航。チャランゴ恩師の故郷ボリビアに向い、巨匠ハイメ・トーレスの推薦でボリビアのアーティスト、ペペ・ムリージョの下で現地での演奏に至る。カラマルカなど現地の音楽家と交流。帰国後、ボリビアに至るまでの冒険とチャランゴへの想いをベースにした「はちどり」「ラパスへの道」「ポトシの星空」を作曲。現地での体験とチャランゴでの新曲を紹介するため、再び日本で全国ツアーを実施（熊本、長崎、福岡、大分、長野、新潟、大阪、広島、岡山、徳島、愛媛、香川、山形、秋田、佐賀、沖縄、名古屋、東京）6月の九州ツアー直後に父・佐野貢が急死。その後は追悼の意を込めツアーを継続。
- 1999年 再びアルゼンチンへ渡航、ブエノスアイレスに長期滞在。現地のミュージシャンとレコーディングを実施。現カマルコのリーダー、パーカッション Fabian Tejada, Jazzフルート奏者 Marcelo Geremia, ベース Luis Castilloが参加、日本で渡辺亮 (パーカッショニスト)氏を迎え、同年アルバム「Parque Latino（パルケ・ラティーノ）」を発表。「風にのって」が音楽出版協会の主催するオリジナルソングコンテストにて再び作詞・作曲における特別賞を受賞。アルバムの紹介で再び日本全国ツアーを実施。（長野、新潟、大阪、広島、岡山、徳島、愛媛、高知、香川、青森、宮城、秋田、佐賀、熊本、長崎、福岡、大分、鹿児島、沖縄）渡辺亮 (パーカッショニスト)と共に名古屋、東京で発売記念公演他、文化放送にてアナウンサー野村邦丸のチャランゴ指導の完成編としてドラマーPaddy米元義彦と共に文化放送でスタジオライブが実施された。
- 2000年 ブエノスアイレスに拠点を移し、幼少期にメキシコ (1972-1976) で過ごした際に見た舞踊「鹿の踊り」、アルゼンチン (1978-1983) での音楽体験（チャランゴの巨匠ハイメ・トーレスJaime Torresの手の動きからハチドリの羽ばたきを連想）から独自の舞台「Danza Charango 踊るチャランゴ」を制作。バレエ界の巨匠リリアーナ・ベルフィオーレLiliana Belfioreに振付を含めた舞踊の基礎を学び、各地のフォルクローレフェスティバルで紹介、ソリストとして数多くの音楽賞を受賞。2004年のバラデーロ音楽祭にて Chaqueno Palavesinoの直前に演奏、観衆の大きな反響にClarin紙が「フォルクローレ界のローリー・アンダーソン」と紹介。他ブエノスアイレスのロックコンテストAguante BsAsでセミファイナリストに入選。反響から Hecho en BsAs 「アニメよりも珍しい」、ラナシオン新聞「東洋のチャランゴ」、雑誌 Ciudad Abierta「国境のない音楽家」などの特集記事が組まれ、ガリシア音楽ケルトグループ Axouxeres、ロックバンド Pasado Violento、La Zurda,サーカス、ダンスカンパニーなど幅広い共演の機会を重ねる。
- 2004年 報道写真に携わり、コスキンフェスティバル (2004)、ワールドカップ (2006)、愛地球博 (2005) 等を取材、アルゼンチンと日本を結ぶラジオ番組「はちどりの庭」の制作やアナウンスを担当。愛地球博ではアルゼンチン大使館後援による報道写真展と、渡辺亮 (パーカッショニスト)と共にアルゼンチン館で「友達の日」特別公演を開催。同年バグパイプ奏者 Diego Tuero, アンデス管楽器奏者 Henry Vilca Yupanquiとケルト・アンデス・東洋音楽共演トリオを結成、ブエノスアイレス文化庁主催の「Bares Notables」にて注目のプロジェクトとして選抜され、国営テレビの文化情報番組 Cultura Ceroで活動の詳細が紹介された。
- 2006年 南米各国で活動を展開。ベネズエラ、コロンビア、エクアドルで日本大使館主催による国交記念公演にて現地の音楽家と共に友好の舞台を制作。以降、南米各国での公演を継続。独自の音色と活動が評価され、数多くのアーティストのアルバム・公演に参加。（ハーモニカ奏者 Franco Luciani「Acuarelas de bolsillo」、シンガーソングライター Florencia Ruiz「Mayor」「Impulso Superior」、Eloisa Lopez「EL」等）
- 2007年 現地活動10周年、幼少から育まれた物語30周年を記念してアルゼンチンのアーティスト、音楽家 (Franco Luciani、Sami Abadi、Willy Gonzalez、Horacio Lopez、Miguelius、Florencia Ruiz、Diego Rolon、Luis Volcoff、Marcelo Lupis、Wayratuta、Axonxeres、Facundo Guevara、Nuria Martinez) と共にアルバム「Amistad Musical 音楽の和」を制作、発表。Critica, Pagina12 新聞が「ブエノスアイレスでローカルアーティストとしての地位を築き、ジャンルのない音楽を制作、移動する音楽家」推薦アルバムとして紹介、レコレタ美術館にて記念公演が実施された。
- 2008年 エクアドルに長期滞在、日本国交90周年記念公演を担当。他30を超える数多くの演奏の機会を経て現地のComercio新聞やテレビ局で大きく紹介され、その反響からアルゼンチンに帰国後ブエノスアイレスにてエクアドル大使館と共に「ハチドリ」をテーマにした公演を制作。現地在住のエクアドル人アーティストと共にアフロ、アンデス、東洋の友好舞台「Amistad del Colibri（ハチドリの和）」を演出。再び「日本のアーティストがエクアドルを海外で紹介」と本国エクアドルで紹介され以降、南米各国にて日本出身のアルゼンチンのアーティストとしてのスタンスで「はちどり」をテーマにした友好舞台の演出と創作を数多く手がけることとなった。
- 2009年 アルゼンチンを代表するコンテンポラリーダンサー Silvina Cortes に師事、振付を発展させ、映像、照明、音響効果が融合された最新の「踊るチャランゴ・はちどりのダンス」をレコレタ美術館にて、ブエノスアイレス文化庁、メキシコ大使館、エクアドル大使館、日本大使館の後援で発表。国営放送フォルクローレ局の広報特別支援を受け、文化庁出版の広報誌が注目の公演として紹介。同年、メキシコと日本の国交400周年記念における友好の舞台を現地のアーティストと共に制作、「はちどりのダンス」をメキシコで発表。各国での活動が注目され、日本から読売テレビがドキュメンタリー撮影のため訪れ「グッド地球便」で日本全国で放送。
- 2010年 活動の場を本格的に音楽からダンスの舞台へと移行。ブエノスアイレスの野外施設を舞台とするダンスフェスティバル CIUDANZA でアルゼンチンを代表するコレオグラファー Ana Garatの舞台音楽を踊るチャランゴと共に担当。同年エクアドルのアンデス音楽フェスティバルにメインゲストとして招待されエクアドルへ渡航。キトの主要文化施設 Casa de la Cultura の映画館で、アルゼンチンでエクアドル大使館と制作した「音楽の和」公演を上映他、エクアドル文化の日ゲストで文化丁の舞台で演奏。帰国後はブエノスアイレスで映画音楽を担当したベネズエラの映画監督 Julio Martinezの制作したドキュメンタリー「広島のビジョン」上映をプロデュース、主要文化施設6ヶ所で同時上映に至る。同年、独立200周年記念を祝うメキシコにて日本・メキシコ友好における新しい舞台「千羽鶴とハチドリ」を制作、メキシコシティ各所で発表。メキシコ国立大学放送局とイスタカルコ文化庁より豊かな芸術性と創造的な公演実施における感謝状授与。メキシコシティ文化庁と国立大学の放送局で活動の詳細がインタビューと共に紹介された。
- 2011年 社会庁の環境における教科書制作に参加。音楽ドキュメンタリービデオ「Zamba del Loro Mario (ほほえみの歌）」をプロデュース。フォルクローレ界を代表する歌手 María de los Ángeles "Chiqui" Ledesma, ジャズピアニスト Pablo Juarez, アナウンサー Liliana Daunesと共に制作。ブエノスアイレスの「博物館の夜 La Noche de los Museo」で「踊るチャランゴ」と共に発表。他同年 Liliana Belfiore 演出によるタンゴの舞台 Tango en flor、コロンビア映像作家 Marcela Lizcano の映像作品「はちどり」など数多くの制作に参加。
- 2012年 ドキュメンタリー映画「Zamba del Loro Mario」を本格的に上映開始。アルゼンチン、レコレタ美術館での発表を皮切りにメキシコ、コロンビア、エクアドルでの上映をプロデュース。メキシコでは初滞在から40年を記念して特別公演「Amistad del Colibri（はちどりの和）」を制作。特別ゲストに歌手 Carmina Cannavino, Carolina Arias Cartes を迎え、生演奏を兼ねての上映を実施。他、ブエノスアイレス大学映画祭の特別ゲスト作品としてロハ文化センターで上映。コロンビアでは現地の音楽家、ダンサーと共に映像作品を主体にボゴタの私立大学と国立博物館にて日本大使館と「日本平和文化週間」を開催。エクアドルでは国立合唱団をゲストに迎え発表、大きな反響を得て再演。引き続き合唱団の地方公演にパーカッショニストとして同行、合唱団結成記念公演にて舞台演出を担当。他、キトで開催された国際ブックフェアーにてコロンビアで実施した「日本平和文化週間」を紹介。
- 2013年 ラテンアメリカ諸国での制作活動ドキュメンタリーをアルゼンチンの国立鉱物博物館で紹介。以降、全ての活動を「踊るチャランゴ」の完成に徹し、ヨーロッパでの発表を模索。ダンスフェスティバル・女性創造者 Mujer Creadora 2014 に選出され、スペイン・バダホスの劇場フェスティバルで発表。
- 2014年 これまでの各国での文化交流活動の経緯から「イベロアメリカ国際文化会議」への参加要請を受けコスタリカへ渡航。前夜祭、他アートフェスティバルで演奏。コロンビアの映像作家 Marcela Lizcanoとの制作による短編映画「はちどり」完成、録音でのサポートを受けたメキシコ大学放送局の劇場で「踊るチャランゴ」と共に舞台「はちどりの夢」制作、発表。好評を得てメキシコのダンスサイトDanzaNet掲載、他ウルグアイ、チリへ演奏とダンス講義受講のため渡航。
- 2015年「鹿とハチドリ」舞台制作のためメキシコに長期滞在。「折り鶴メキシコ平和プロジェクト」を市内のマドリード小中学校、公立文化センターで実施。第二次世界大戦終戦70周年を追悼するプロジェクトの一環として、UNAMメキシコ国立大学の文化施設 Casa del lago にて映画上映、施設内で講義と共に作品を制作。グアダルーペ寺院で開催される音楽コンクールで同寺院で制作した歌「祈りの翼」を発表、ファイナリストに選出。他、市内の文化センターで Alebrijez（メキシコポピュラーアート）の制作に参加、同文化センターで、死者の日の祭壇として「Ofrenda por la paz平和への祭壇」を発表。Audiotorio Nacional で開催されたコンサートの舞台美術に制作した作品でコラボレート。「踊るチャランゴ」の最新情報と経緯はＮＨＫ「地球人バンザイ」で紹介され、日本での発表の機会としてインディアンボイスの研究や「歌族」の活動で知られるシンガーAco Takenakaと共に「Flying Hammingbird はちどりの羽ばたき」を芸術祭プロジェクトとして提出。
- 2016年セカンドアルバム「パルケラティーノ」がフランス・マルセーユで開催された国際映画祭のテーマ音楽となり、開催期間中プロモーション映像と共にオンエア。ダンスフェスティバル Havana Vieja Ciudad Movimiento への出演と講義のためキューバに滞在、キューバにゆかりある「はちどり」をテーマにしたワークショップと公演が好評を得て、チェゲバラの演説で知られる Radio Reverde や地元ハバナの新聞が活動の詳細を紹介。長期滞在中のメキシコではグアダルーペ寺院で夏期講習「平和創造講座」を担当。他、語り部4人との舞台制作プロジェクト「はちどりの羽ばたき」を結成、ベラクルスの語り部フェスティバル「Kintachiwinkan Makgat Chan（彼方へ届く声）」のオープニングセレモニーで発表。最新の「踊るチャランゴ・ハチドリのダンス」を発展させた「鹿とハチドリ」の発表が決定となり、UNAM国立大学の文化施設で制作を進める。他２度目のキューバ滞在で路上に暮らす動物達を中心に撮影、ドキュメンタリー映画「Habana Ciudad Sentimiento真心の街・ハバナ」制作開始。
- 2017年45年に至る制作「鹿とハチドリ」に繋がる最終の舞台「ハチドリのダンス」を１月２５日、UNAM国立大学の文化施設 Casa del Lago にてメキシコシティ「博物館の夜」特別講演として、エクアドル、アルゼンチン、日本大使館の後援で実施。Jornada新聞「ハチドリが届ける自由、創造、誠の公演」他、テレビ、ラジオ局などの反響を得てドキュメンタリー放送の準備が進められている。キューバ国際教育会議に出席、2010年よりドキュメンタリー映画「広島のビジョン」（Julio Martinez監督）の作品と共に進められてきた国際交流・平和創造教育プロジェクト「Aleteo de las grullas 鶴の羽ばたき」を紹介。次回の国際教育会議に向けてハバナ市内の小学校、バレエ団と共に同プロジェクトを制作開始。作品完成で舞台引退後、帰国準備を進めていたが、メキシコ国立大学UNAMとの新しいプロジェクトのため引き続きメキシコに滞在。日刊スポーツの通信員を担当。
- 2018年UNAMメキシコ国立自治大学ダンス課1968年Tlatelolco 50周年メモリアルプロジェクトで、折り鶴を通じた「はばたき平和創造講座」開講。多くの学部、中央図書館など全22講義を実施。「国際ダンスの日」に大学文化センターJulio Castillo庭園でインスタレーション発表。同大学演劇課Incubador 選抜・学生演劇作品 Katsumi y Dragonの制作をサポート、環境課で野外特別講義。IMBAメキシコ芸術協会の舞台作品「OLIMPIA 68」の日本語指導・演出に参加。Alejandro Cervantes監督ドキュメンタリー映画「A quien corespnde」に参加。Jose Marti文化センター上映プロジェクト「Encuentro Documental por la paz」プロデュース、メキシコシティ文化庁が紹介。UNAMトラテロルコ文化センター出版 1968コラム集「Cronicas de octubre」に父親・佐野貢のメキシコにおける歴史を執筆。
- 2019年エクアドルの国立文化施設 Casa de la Cultura Ecuatoriana でメキシコで完成した「鹿とハチドリ」上映公演「Ultimo Colibri ラスト・ハチドリ」開催（メキシコ、アルゼンチン、日本大使館後援）エクアドル国立合唱団との２０１２年以来の共演でメキシコのグアダルーペ寺院で制作された「祈りの翼」発表。エクアドル国立大学で芸術学科学生を指導、「羽ばたき美術展」開催、同時にエクアドル国立映画館、美術館で「はばたき講座」開催。メキシコ国立自治大学ダンス課程の自治90周年記念舞台に参加。コスタリカ国立大学にて語学、ダンス学科、音楽学科と共にキューバ国際教育会議に提出した「はばたき講座」をエレディア市の文化施設、地元小学校と共に開催。

## アルバム
- 『1番後ろから』：1996年 AOZORAKOBO（1997年MPA音楽出版協会 特別賞受賞）
- 『Parque Latino』（パルケラティーノ）：1999年 AOZORAKOBO（1999年MPA音楽出版協会 特別賞受賞）
- 『Amistad Musical』（音楽の和）：2008年 AOZORAKOBO（2009年ガルデル音楽賞エントリー）

## DVD
- 『Parque Latino』（パルケ・ラティーノ）：1998年 Mak Tai Kit 監督 ビデオクリップ
- 『Chevere Caracas』（チェベレカラカス）：2007年 Julio Martinez監督 ドキュメンタリー
- 『Danza Charango y Amistad del colibri』（ハチドリの和）：2008年 友好公演（エクアドル大使館共催）
- 『Danza del Colibri』（ハチドリのダンス）：2009年 レコレタ美術館・記念公演（メキシコ、エクアドル、日本大使館後援）
- 『Historia del Colibri』（ハチドリの物語）：2009年 踊るチャランゴのドキュメンタリー（映像学校ORT制作）
- 『Zamba del Loro Mario』（ほほえみのうた）：2012年 音楽制作ドキュメンタリー（社会庁制作・教育ビデオ）
- 『Haiku Colibri』（ハチドリの詩）：2014年 Marcela Lizcano 監督 ビデオアート

## 受賞歴
- MPA音楽出版社協会オリジナルソングコンテスト 特別賞受賞 (日本 1997)
- MPA音楽出版社協会オリジナルソングコンテスト 佳作受賞 (日本 1999)
- Hugo del Carril 音楽祭ソリスト優勝（アルゼンチン 2001）
- La Costa Folklore 音楽祭 ソリスト優勝（アルゼンチン 2002）
- La Plata Folklore 音楽祭 ソリスト優勝（アルゼンチン 2002）
- Aguante Buenos Aires ロックフェスティバル セミファイナル選抜（アルゼンチン 2002）
- Manzana de las luces Folklore 音楽祭 特別賞（アルゼンチン 2002）
- マタンサ文化庁・文化推進感謝状（アルゼンチン 2002）
- City Bell Folklore 音楽祭 特別賞（アルゼンチン 2003）
- Cierra del Tandil Folklore 音楽祭ソリスト 銅賞（アルゼンチン 2003）
- Bares Notables ブエノスアイレス文化庁・演奏家選抜（アルゼンチン 2004）
- Radio UNAM, Iztacalko 文化推進感謝状（メキシコ 2010）
- Patrimonio Cultural 国家保存写真作品入選（アルゼンチン 2003）
- Flores Abierta 写真コンテスト入賞（アルゼンチン 2005）
- MIXI Japan 青空写真コンテスト優秀賞（日本 2008）
- Mujer Creadora 2013 女性創造者・南米アーティスト選出（スペイン 2013）
- UNAM 国立大学文化施設 Casa del Lago 貢献感謝状（メキシコ 2015)
- グアダルーペ寺院音楽コンテスト、ファイナリスト選出（メキシコ 2016）
- グアダルーペ寺院音楽祭 貢献感謝状（メキシコ 2017）
- ハバナ国際教育会議プロジェクト認定（キューバ 2017)
- UNAM 国立自治大学環境課 貢献感謝状（メキシコ 2018)
- UNAM 国立自治大学ダンス課 貢献感謝状（メキシコ 2019)
- エレディア教育庁小学校 Escuela Laboratorio 貢献感謝状（コスタリカ 2019）